# Mistrzostwa Świata w Biegu na Orientację 1995
Mistrzostwa Świata w Biegu na Orientację 1995 – odbyły się w dniach 15–20 sierpnia 1995 roku w Detmold (Niemcy). Zawody odbyły się w trzech konkurencjach: dystans krótki, dystans klasyczny i sztafety.

## Wyniki
| Krótki dystans                                                       | Krótki dystans | Krótki dystans    | Krótki dystans |
| -------------------------------------------------------------------- | -------------- | ----------------- | -------------- |
| Parametry trasy: 5,4 km, 18 punktów kontrolnych, 190 m przewyższenia |                |                   |                |
| Miejsce                                                              | Kraj           | Imię i nazwisko   | Czas           |
| 1                                                                    | Ukraina        | Yuri Omeltchenko  | 30:25          |
| 2                                                                    | Szwecja        | Jörgen Mårtensson | 31:31          |
| 3                                                                    | Norwegia       | Bjørnar Valstad   | 31:36          |

| Klasyczny dystans                                                     | Klasyczny dystans | Klasyczny dystans | Klasyczny dystans |
| --------------------------------------------------------------------- | ----------------- | ----------------- | ----------------- |
| Parametry trasy: 16,2 km, 30 punktów kontrolnych, 665 m przewyższenia |                   |                   |                   |
| Miejsce                                                               | Kraj              | Imię i nazwisko   | Czas              |
| 1                                                                     | Szwecja           | Jörgen Mårtensson | 1:30:19           |
| 2                                                                     | Finlandia         | Janne Salmi       | 1:32:04           |
| 3                                                                     | Dania             | Carsten Jørgensen | 1:33:38           |

| Sztafety | Sztafety   | Sztafety                                                      | Sztafety |
| --- | ---------- | ------------------------------------------------------------- | -------- |
| Parametry tras: 8,0–8,2 km, 17 punktów kontrolnych, 310 m przewyższenia oraz 10,6–11,0 km, 21 punktów kontrolnych, 370m przewyższenia |            |                                                               |          |
| Miejsce | Kraj       | Imię i nazwisko                                               | Czas     |
| 1 | Szwajcaria | Alain Berger Daniel Hotz Christian Aebersold Thomas Bührer    | 3:34:21  |
| 2 | Finlandia  | Keijo Parkkinen Reijo Mattinen Timo Karppinen Janne Salmi     | 3:35:43  |
| 3 | Szwecja    | Lars Holmquist Jimmy Birklin Johan Ivarsson Jörgen Mårtensson | 3:35:51  |

| Krótki dystans                                                       | Krótki dystans  | Krótki dystans      | Krótki dystans |
| -------------------------------------------------------------------- | --------------- | ------------------- | -------------- |
| Parametry trasy: 4,4 km, 14 punktów kontrolnych, 180 m przewyższenia |                 |                     |                |
| Miejsce                                                              | Kraj            | Imię i nazwisko     | Czas           |
| 1                                                                    | Szwajcaria      | Marie-Luce Romanens | 28:51          |
| 2                                                                    | Wielka Brytania | Yvette Hague        | 29:16          |
| 3                                                                    | Szwecja         | Anna Bogren         | 29:29          |
| 3                                                                    | Norwegia        | Marlena Jansson     | 29:29          |

| Klasyczny dystans                                                    | Klasyczny dystans | Klasyczny dystans | Klasyczny dystans |
| -------------------------------------------------------------------- | ----------------- | ----------------- | ----------------- |
| Parametry trasy: 9,6 km, 21 punktów kontrolnych, 405 m przewyższenia |                   |                   |                   |
| Miejsce                                                              | Kraj              | Imię i nazwisko   | Czas              |
| 1                                                                    | Węgry             | Oláh Katalin      | 1:05:50           |
| 2                                                                    | Finlandia         | Eija Koskivaara   | 1:08:39           |
| 2                                                                    | Wielka Brytania   | Yvette Hague      | 1:08:39           |

| Sztafety | Sztafety  | Sztafety                                                      | Sztafety |
| --- | --------- | ------------------------------------------------------------- | -------- |
| Parametry tras: 4,0–4,3 km, 12 punktów kontrolnych, 210 m przewyższenia oraz 7,3–7,6 km, 15 punktów kontrolnych, 280m przewyższenia |           |                                                               |          |
| Miejsce | Kraj      | Imię i nazwisko                                               | Czas     |
| 1 | Finlandia | Kirsi Tiira Reeta-Mari Kolkkala Eija Koskivaara Annika Viilo  | 2:50:33  |
| 2 | Szwecja   | Anette Granstedt Maria Gustafsson Anna Bogren Marlena Jansson | 2:52:11  |
| 3 | Czechy    | Petra Novotná Maria Honzová Marcela Kubatková Jana Cieslarová | 2:53:06  |